# Antonio Grober
Antonio Grober (Alagna Valsesia, 13 novembre 1847 – Novara, 31 dicembre 1909) è stato un alpinista italiano.

## Biografia
Antonio Grober nasce nel 1847 nella frazione di Dorf, situata in Val d'Otro sopra Alagna Valsesia, da Cristoforo Grober, geometra, e Marta Antonia Ferraris. All'età di 8 anni lascia la sua amata terra per frequentare le elementari, prima, e il ginnasio di Varallo, poi. Negli anni 1863 e 1867 si trasferisce rispettivamente a Novara, dove frequenta il liceo classico Carlo Alberto e a Torino, per iscriversi all'Università fino al 1870, anno in cui consegue la laurea in giurisprudenza. Nonostante questa lontananza dalla propria terra, nel corso degli anni, la passione per le montagne della Valsesia lo ha sempre riportato ad Alagna Valsesia per effettuare escursioni nel periodo di vacanza.
Il 1872 è l'anno in cui, a livello professionale, inizia una proficua collaborazione con lo studio legale dell'avvocato e del presidente del CAI Orazio Spanna. Dopo due anni di praticantato, nel 1874, Antonio Grober diventa socio dello studio del suo amico e collega Orazio Spanna. In questo periodo, il 3 settembre 1874, Antonio Grober raggiunge un primato: insieme all'avvocato Giuseppe Antonelli e alla guida alpina Giuseppe Necer è la prima persona a scalare sul versante valsesiano del Monte Rosa, il monte delle Locce (ora Punta Grober) alto 3497 m.
Nell'agosto 1888 viene eletto consigliere provinciale, membro della Deputazione, delegato del Consiglio di leva, delegato nella Giunta per la revisione delle liste dei giurati nel circondario di Varallo. Nel 1890, inoltre, diventa componente del Comitato scolastico e del Comitato forestale. Dal 1891 fino alla sua morte ricopre la carica di presidente del Club Alpino Italiano. Nel 1892 Antonio Grober ha scritto il necrologio del suo amico e collega Orazio Spanna, noto avvocato e alpinista piemontese. Il 15 marzo 1896, su proposta del ministero della Pubblica istruzione, viene nominato Cavaliere della Corona d'Italia.
Quattro anni dopo, il 14 aprile 1900, viene nominato dal Ministero degli Interni Ufficiale e il 3 luglio 1904 Commendatore.
Muore il 31 dicembre 1909. Nel corso di una relazione tenutasi presso la sede della Deputazione Provinciale di Novara, infatti, è colto da un improvviso malore che lo ha costretto ad accasciarsi al suolo. A nulla sono serviti gli immediati soccorsi dei presenti.

## Riconoscimenti
- In seguito alla sua morte, gli è stata dedicata una statua che è stata posizionata nella piazza centrale di Alagna Valsesia, con il viso e lo sguardo dell'opera rappresentante Grober rivolto alla punta delle Locce [1]. La statua in bronzo, posta su un basamento in sasso ornato dagli stemmi della Valsesia e dei CAI, costata L. 4500, è stata realizzata dallo scultore Casimiro Debiaggi e fusa dalla fonderia artistica Amilcare Mencio di Torino [1].
- Per rendere il massimo omaggio all'impresa di Antonio Grober del 1874, la mattina seguente all'inaugurazione della sua statua ad Alagna Valsesia, nove Alpinisti sono partiti alla volta della punta delle Locce. Raggiunta la punta questa è stata ufficialmente battezzata con il nome di "Punta Grober" [1].
- Il comune Alagna Valsesia, inoltre, gli ha intitolato una piazza e un'artistica fontana in legno all'inizio di un sentiero panoramico.